# Motor Development International
Motor Development International eller MDI som det ofta förkortas, är ett luxemburgskt företag grundat av Guy Nègre som utvecklar bilar som drivs av tryckluft.
MDI:s luftbilar är hittills utvecklade med en maxhastighet på ca 100 km/h och kunna köra 20 mil innan bränslet (luften) tar slut. Påfyllningen går dock fort, 3-4 minuter. Företaget räknade med att bilarna under första halvåret av 2009 skulle finnas tillgängliga på bilmarknaden.

## 2012
Efter fem års testning och validering av konceptet sades MDI-designade motorer ha integrerats framgångsrikt i Tata-fordon, och den luftdrivna "MiniCat" utlovades att finnas till försäljning i Indien före slutet av 2012. Detta ifrågasattes 2016 av MDI:s VD, Cyril Nègre, som sa: "Vi har aldrig sagt att det kommer att finnas några MiniCats i Indien. Affären vi har är att Tata Motors har köpt den exklusiva licensen för vår indiska teknologi. Men de kommer att tillverka sin egen bil, inte MDI-bilar. Sina egna bilar tillverkar de med hjälp av våra motorer."

## 2017
I februari 2017 avslöjade Dr. Tim Leverton, VD och chef för Advanced and Product Engineering på Tata att den hade slutfört den första fasen av sitt projekt och den andra etappen startades några år tidigare. Tata var vid en punkt av att "starta industrialiseringen" med de första fordonen som var tillgängliga 2020. Andra rapporter tyder på att Tata också tittar på att återuppliva planer för en tryckluftsversion av Tata Nano, som tidigare hade övervägts som en del av deras samarbete med MDI.